# City of Burnie
City of Burnie är en kommun i Australien. Den ligger i delstaten Tasmanien, i den sydöstra delen av landet, omkring 230 kilometer nordväst om delstatshuvudstaden Hobart. Antalet invånare var 18 895 vid folkräkningen 2016.
Följande samhällen finns i Burnie:
- Burnie
- Natone
- Cooee
- Highclere
- South Burnie
- Wivenhoe
- Stowport
- Upper Natone